# Casco ático

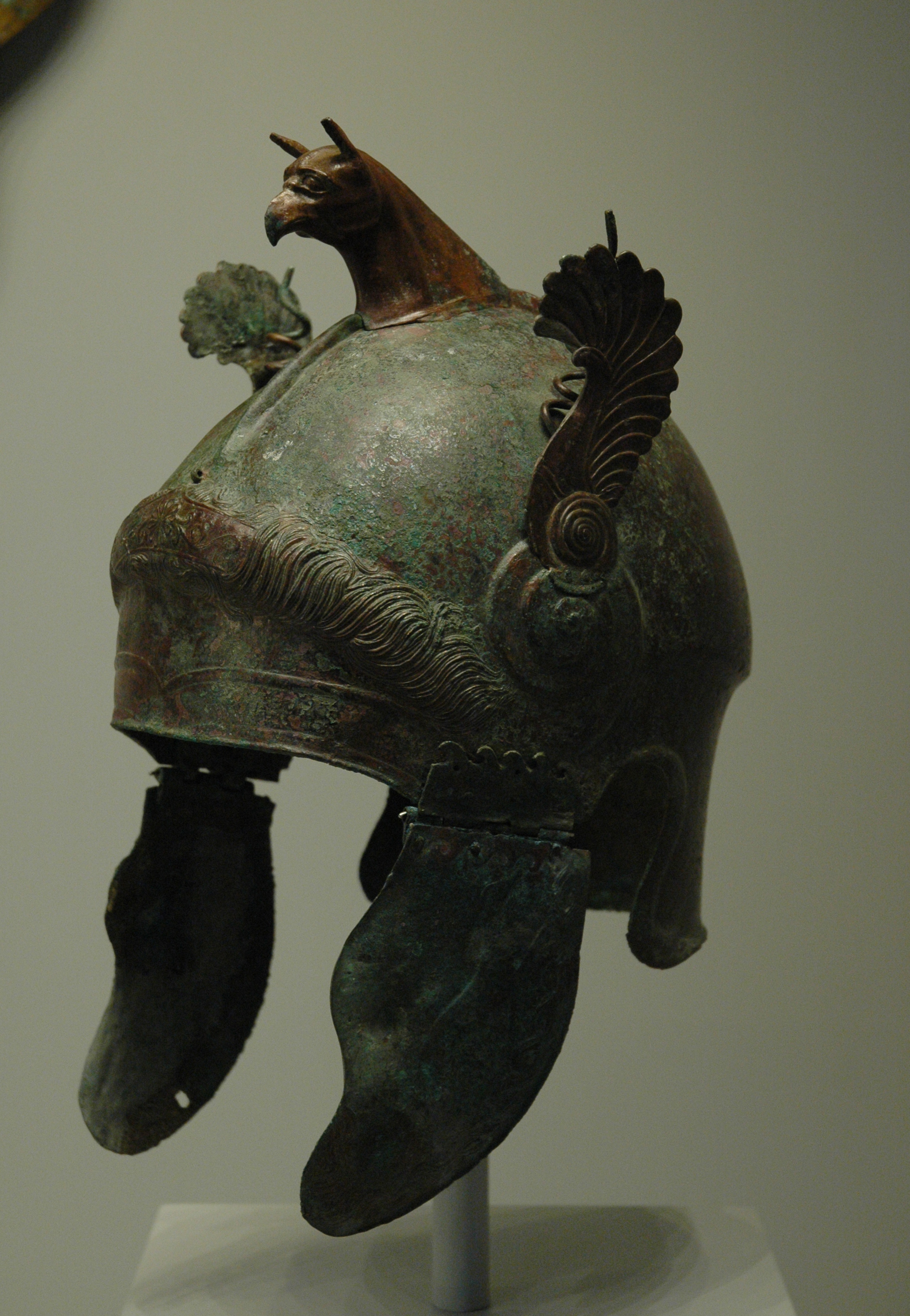
Un casco ceremonial ático encontrado en el sur de Italia, 300 a. C.

El casco ático era un tipo de casco originario de la Antigua Grecia y que fue usado extensamente en Italia y el mundo helenístico hasta en el Imperio romano. Su nombre es una convención historiográfica moderna: Términos como ilirio y ático se utilizan en arqueología por conveniencia para denotar un tipo concreto de casco y no implican su origen.
Era similar al casco calcídico, pero carecía de una protección para la nariz. Aunque en la propia Grecia su empleo no fuera tan extendido como los tipos corintio o frigio, el casco ático se hizo muy popular en Italia, donde se han encontrado muchos ejemplos. Muchos pueblos italianos utilizaron variantes del casco ático, pero arqueológicamente ha destacado especialmente en los enterramientos samnitas y lucanos y su arte asociado (frescos, etc.).Este casco duró más tiempo que sus contemporáneos, siendo usado para impartir una mirada arcaica en las pinturas de generales, emperadores y pretorianos a lo largo de los períodos helenísticos y romanos. Como tal, ellos han formado parte de la imagen popular de un oficial romano, como los encontrados en el arte a partir del Renacimiento o los empleados en producciones de Hollywood.  Sin embargo, hasta la fecha no se han encontrado restos arqueológicos de este tipo de casco. El casco romano imperial más parecido al ilustrado en relieve data del siglo II d. C.y fue hallado en Baviera. Algunos estudiosos lo han clasificado como casco «pseudoático».  Es de bronce estañado y está decorado de forma muy elaborada con una cresta integral levantada del cráneo que incorpora un águila.

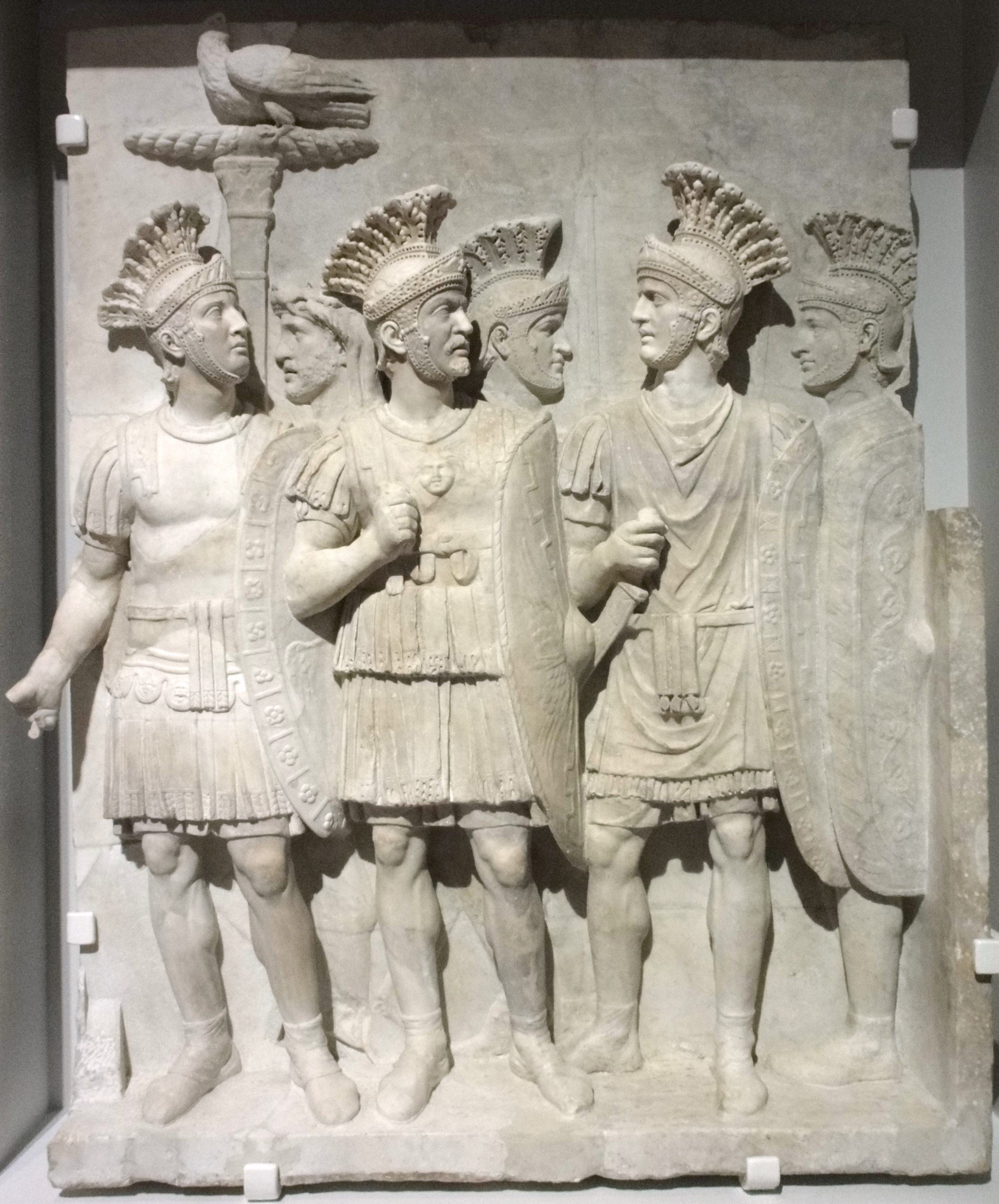
El Relieve de los pretorianos del Arco de Claudio muestra el tipo de casco ático, con la cinta de la frente levantada, comúnmente asociado a los oficiales romanos. Este tipo de casco solo se conoce por representaciones artísticas.